# 이루라
이루라는 대한민국의 월간조선 문화스포츠부 기자이다.

## 학력
서강대학교 사학과 학사

## 경력
- TV조선 문화스포츠부 기자
- TV조선 문화연예부 기자
- TV조선 문화스포츠부 기자
- TV조선 문화스포츠부 차장대우
- TV조선 시사제작부 차장대우
- TV조선 시사제작국 시사보도부 차장대우
- TV조선 시사보도부 차장대우
- TV조선 국제부 차장대우

## 진행

### TV
- 3488 오늘! (2015년 9월 7일 ~ 2017년 6월 30일)
- 시사쇼 이것이 정치다 (2017년 11월)